# Yon González Luna
Jon González Luna (Bergara, Guipúscoa, 20 de maig de 1986), més conegut com a Yon González, és un actor i model basc. Es va donar a conèixer interpretant l'Andrés a la sèrie 'SMS', a La Sexta, fins al maig del 2007. Va interpretar l'Iván Noiret a 'El Internado', sèrie espanyola que s'emet en horari de màxima audiència a Antena 3.

## Biografia
Germà del també actor Aitor González Luna (Montoya, a 'Los hombres de Paco'). Quan va iniciar la seva carrera artística estava cursant el batxillerat al seu poble natal, però va optar per anar-se'n a Madrid per treballar a la televisió.
Després de passar per 'SMS' -compartint pantalla amb Amaia Salamanca, Aroa Gimeno, María Castro i Mario Casas- es va consolidar com a actor que dona vida a protagonistes joves. Gràcies a això a l'actualitat es pot veure en Yon González treballant a la sèrie 'El Internado', de la qual s'està emetent ja la quarta temporada, interpretant l'Iván juntament amb altres actors com Luís Merlo, Natalia Millán, Marta Torné, Amparo Baró, entre d'altres.

## Treballs

### Televisió
- "Gran hotel" [2011-2013] - com Julio Olmedo (Antena3)
- El internado (2007-2010) - com Iván Noiret León (Antena3).
- SMS (2006) - com Andrés (LaSexta).
- Las chicas del cable (2017)
- 2024: Beguinas

### Cinema
- Rabia. (2009)
- Mentiras y gordas. (2008), coma Nico
- Las huellas del agua
- El sexo de los ángeles
- Perdiendo el norte

### Curtmetratges
- El forjador de historias
- Muñecos de latex
- Identidad
- Amores imposibles

### Publicitat
- Anunci Corte Inglés
- Anunci Nintendo
- Anunci amb Marta Torné
- Anunci Singstar
- Anunci Telefónica
- Anunci d'Internet